# 헝그리 샤크
헝그리 샤크월드는 전작인헝그리샤 크에볼루션에서참고해프랑스의 게임회사인 유비소프트에서 제작한 모바일 게임이자 아케이드 게임이다. 바다에서 살아가는 물고기 중에 하나인 상어를 주제로 만들은 게임 중에 하나이다.

## 특징
헝그리 샤크월드는 바다의 생물 중에 하나인 상어를 주제로 하여 만든 게임이다. 백상아리, 청상아리와 같이 상어의 종류들은 모두 나오며 현실에선 온순한 성격의 상어인 넓은주둥이상어도 이게임에선 피에 굶주린 난폭한 상어로 묘사된다. 게임을 하는 플레이어는 상어라는 물고기를 키우게 되며 상어 외에 다양한 해양생물들이 나오고 먹이를 먹으면서 상어는 성장하지만 가끔씩 플레이어의 상어를 위협하는 천적이나 보스 등을 조심하면서 게임을 운영해야한다. 맨이터라는 게임과 상당히 유사한 게임이며 2016년 5월 4일에 최초로 출시되어 이후엔 헝그리 샤크 2-헝그리 샤크3-헝그리 샤크 나이트-헝그리 샤크 에볼루션-헝그리 샤크 월드-외전작인 헝그리 드래곤까지 나오게 되었다. 스테이지는 일반 스테이지와 미니 스테이지가 존재하고 스테이지를 통하여 필요한 아이템을 획득할 수가 있다.

## 같이 보기
- 상어
- 모바일 게임
- 아케이드 게임
- 유비소프트